# Cade Owens
Cade Owens (1º maggio 2003) è un attore statunitense, è stato conosciuto per il ruolo di Jack Hotchner nella serie televisiva Criminal Minds.

## Biografia
La sua prima apparizione televisiva è stata nel 2007 in Criminal Minds nell'episodio Nel nome del sangue (3x2). In Criminal Minds, è apparso finora in diciassette episodi. Nel 2010 ha interpretato il personaggio Caleb del film Most likely to succeed. Nel 2011 ha fatto una comparsa nello show NCIS: L.A. come Mark Basser e nello stesso anno in Grey's Anatomy come Nathan Englander. Nel 2012 ha preso parte al film L'assassina dagli occhi blu.

## Filmografia
- Criminal Minds (2007-2016)
- Most Likley to Succeed (2010)
- Grey's Anatomy (un episodio, 2011)
- NCIS: Los Angeles (1 episodio, 2011)
- L'assassina dagli occhi blu (2012)